# Hoplismenus bidentatus
Hoplismenus bidentatus är en stekelart som först beskrevs av Gmelin 1790.  Hoplismenus bidentatus ingår i släktet Hoplismenus och familjen brokparasitsteklar. Arten är reproducerande i Sverige. Utöver nominatformen finns också underarten H. b. corsicator.